# Imigração brasileira no Canadá
Brasileiros no Canadá são canadenses de ascendência brasileira ou brasileiros que emigraram para o Canadá.

## População
O censo canadense de 1991, relatavam 2 520 indivíduos de origem totalmente brasileira e outros 2 325 que possuem descendência brasileira como uma das suas origens étnicas, totalizando 4 845. Este número pode ser tomado como um mínimo oficial e corresponde a brasileiros estimativas consulares. Este valor pode ser considerado como mínimo oficial e corresponde às estimativas consulares brasileiras.
No entanto, nas décadas de 1980 e 1990, um grande número de famílias brasileiras mais jovens se estabeleceram em Toronto. O jornal local Abacaxi Times estimou que o número total de brasileiros que vivem em Toronto na década de 1990 era de cerca de 9 mil. Provavelmente um número igual de imigrantes legais que foram para Ontário nessa data. O total para todo o Canadá era de 14 976. Quando refugiados requerentes e os imigrantes ilegais são adicionados, o total só em Ontário pode aproximar-se de 12 000, com mais alguns milhares em Quebec e Colúmbia Britânica; existem pequenos grupos espalhados por todo o país. Novos imigrantes continuaram a entrar no país, mas a um ritmo muito mais lento do que na década anterior.

## Notáveis canadenses brasileiros
- Robyn Regehr: jogador de hóquei
- Paulo Ribenboim: matemático
- Tony Menezes: jogador de futebol